# Terminología basada en marcos
La Terminología Basada en Marcos (Frame-Based Terminology) es un enfoque cognitivo reciente de Terminología desarrollado por Pamela Faber y sus colaboradores en la Universidad de Granada. Una de sus premisas básicas es que la conceptualización de un dominio especializado está orientada según el objetivo y depende, en cierto grado, de la tarea que se vaya a desarrollar. Dado que un problema importante en el modelado de cualquier dominio es el hecho de que las lenguas pueden reflejar diferentes conceptualizaciones y constructos, los textos, así como los recursos de conocimiento especializado se utilizan para extraer un conjunto de conceptos del dominio en cuestión. La estructura del lenguaje también se analiza para obtener un inventario de relaciones conceptuales que estructuren estos conceptos.
Como su propio nombre indica, la Terminología Basada en Marcos utiliza ciertos aspectos de la Semántica de Marcos para estructurar dominios especializados y crear representaciones que no son específicas de ninguna lengua. Estas configuraciones son el significado conceptual que subyace a los textos especializados en diferentes idiomas y, por tanto, facilitan la adquisición del conocimiento especializado.
La Terminología Basada en Marcos se centra en:
1. la organización conceptual;
2. el carácter multidimensional de las unidades terminológicas, y
3. la extracción de información semántica y sintáctica mediante el uso de corpus multilingües.

En la Terminología Basada en Marcos, las redes conceptuales se basan en un evento subyacente del dominio, que genera plantillas para las acciones y los procesos que tienen lugar en el campo de especialidad, así como las entidades que participan en ellos.
Como resultado, la extracción de conocimiento es en gran parte textual. Las entradas terminológicas están compuestas por la información de textos y recursos especializados. El conocimiento se configura y se representa en una red dinámica conceptual que es capaz de adaptarse a nuevos contextos. En el nivel básico, los roles genéricos de agente, paciente, resultado e instrumento se activan mediante predicados básicos de significado como cómo hacer, afectar, usar, convertirse, etc, que estructuran los significados básicos en los textos especializados. Desde una perspectiva lingüística, las distinciones de Aktionsart en los textos se basan en la clasificación de los tipos de predicado de Van Valin. A niveles más específicos de la red, la estructura de qualia del Lexicón Generativo se utiliza como base para la clasificación sistemática y la relación de entidades nominales.
La metodología de la Terminología Basada en Marcos deriva el sistema conceptual del dominio a través de un enfoque integrado top-down y bottom-up. El enfoque de bottom-up consiste en extraer información de corpus multilingües, específicamente relacionados con el dominio. El enfoque de top-down incluye la información proporcionada por los diccionarios especializados y demás material de referencia, complementada con la ayuda de expertos en la materia.
De forma paralela, se especifica el marco conceptual subyacente a un evento de un dominio de conocimiento. La mayoría de las categorías genéricas o de nivel de base de un dominio se configuran en un evento prototípico propio del dominio. Esto proporciona una plantilla aplicable a todos los niveles de estructuración de la información. De esta manera, se obtiene una estructura que facilita y mejora la adquisición de conocimiento ya que la información en las entradas terminológicas es coherente tanto interna como externamente.